# Dŵr Cymru Welsh Water
La Dŵr Cymru Welsh Water est une société à but non lucratif qui fournit de l'eau potable et traite les eaux usées dans la majeure partie du pays de Galles et certaines parties anglaises frontalières. Au total, la société dessert environ 1,4 million de foyers et entreprises, ce qui correspond à environ trois millions de personnes. Elle fournit près de 830 millions de litres d'eau potable par jour,.
Elle est réglementée par la Water Industry Act 1991, telle que modifiée par la Water Act 2014.